# Lucy Gray
Lucy Gray (nascuda el desembre de 2006) és una activista del canvi climàtic de Nova Zelanda i també cantant i compositora.

## Biografia
Lucy Gray ha estat estudiant a l'Escola de Música Hagley, a Ōtautahi/Christchurch, i anteriorment havia estat estudiant a l'escola Ao Tawhiti, i a la Cashmere High School. És la presidenta nacional d'activitats de la School Strike 4 Clima, incloses les marxes perquè els alumnes de l'escola s'hi incorporin.
Gray també és cantant i compositora i va llançar el seu primer senzill, Your Name, el 2022. Des del 2023, Gray ha estat editant senzills amb els productors Andy i Vic Knopp.

## Activisme climàtic
Com a part de la campanya de defensa del clima de Gray, es van programar tres marxes el 2019: el 15 de març (que va ser abandonada per motius de seguretat a causa dels tiroteigs de la mesquita de Christchurch), el 24 de maig i de nou el 27 de setembre. Una quarta protesta va tenir lloc el maig del 2020, mentre Nova Zelanda estava tancada a causa de la pandèmia de la COVID-19.
El maig de 2019, Gray es va reunir amb la primera ministra, Jacinda Ardern, per discutir els plans del govern per gestionar la crisi del canvi climàtic. Ha parlat al National Young Leaders Day 2019, al 2019 Festival For the Future i a TEDx Youth@Christchurch. A principis del 2020, va ser lectora a l'esdeveniment 1.5 Degrees Live! Va ser una ponent principal a la Cimera dels Objectius de Desenvolupament Sostenible d'Aotearoa (Nova Zelanda), 2020-2021 en línia.
Gray esmenta Greta Thunberg, activista sueca pel canvi climàtic, com un dels seus models i inspiració. És autora de Rise up, un himne de protesta pel canvi climàtic.

## Música
Lucy Gray ha llançat diversos senzills, el més recent dels quals és We were the scene, que es va publicar l'1 de març de 2024.
Ha rebut una beca per al desenvolupament de la música nova de New Zealand on Air, que finança el seu proper EP.